# Barbara av Brandenburg
För en annan person med samma namn, se Barbara av Brandenburg (1423–1481).
Barbara av Brandenburg, född 1464 i Ansbach, död där 1515, var en drottning av Böhmen och Ungern, gift med kung Vladislav II av Böhmen och Ungern.
Hon var dotter till hertig Albrekt Akilles av Brandenburg och Anna av Sachsen. Hon gifte sig vid åtta års ålder med hertig Henrik XI av Glogau. Hon blev änka vid tolv års ålder 1476, och gifte om sig med Vladislav samma år. Paret fick inga barn. Vladislav blev 1490 kung även i Ungern. Barbara blev därmed formellt Ungerns drottning, men hon följde honom aldrig dit. Barbara och Vladislav fick på den sistnämndas initiativ äktenskapet annullerat. Det officiella skälet var att äktenskapet var ofullbordat. Annulleringen godkändes inte av påven förrän år 1500. Under tiden hölls Barbara i arrest på borgen Plassenburg i Kulmbach. Efter skilsmässan är inget känt om Barbara, men hon fortsatte troligen att leva på Plassenburg.